# Strażnica KOP „Lidawka”

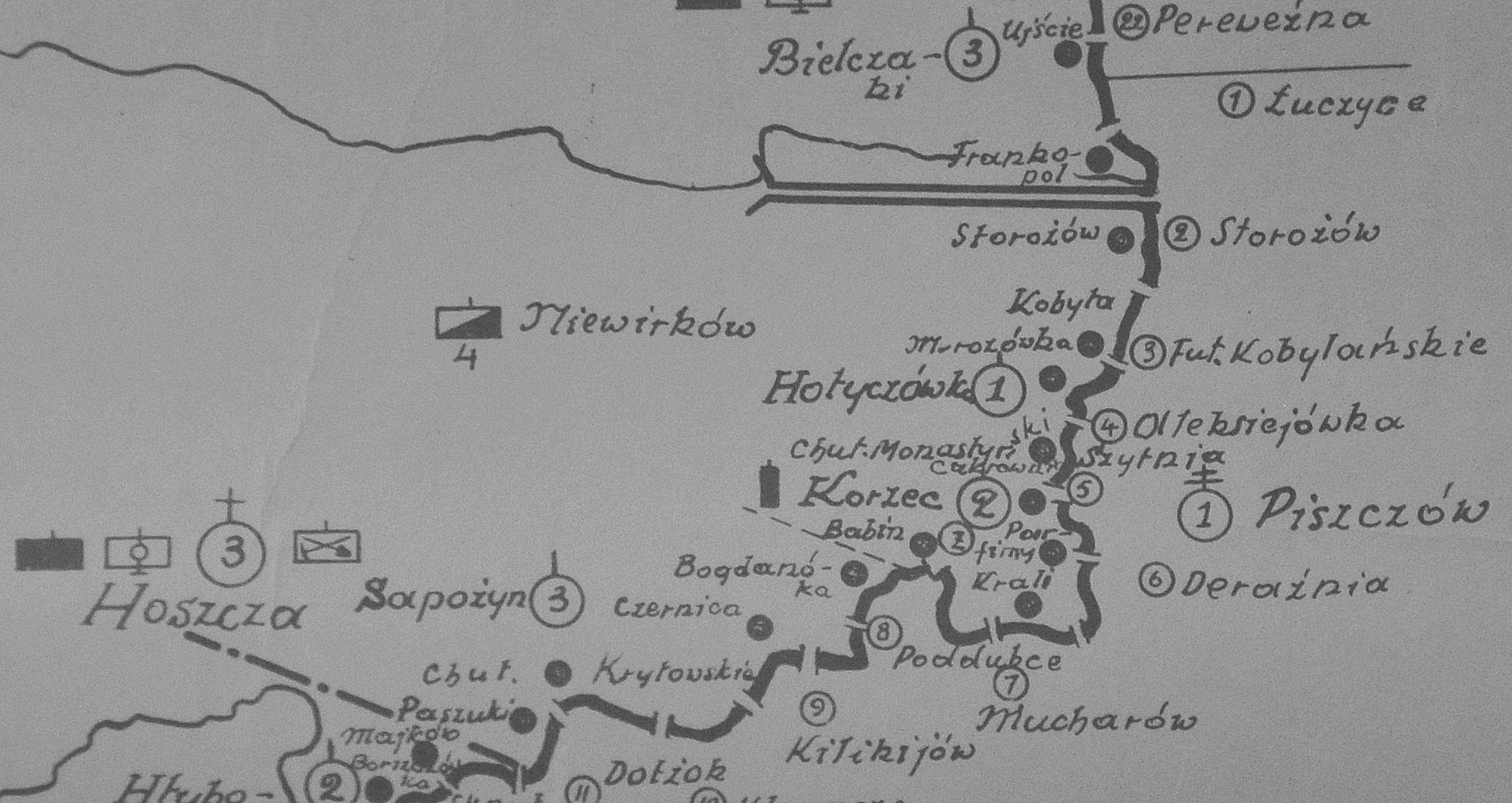
Rozmieszczenie baonu KOP „Hoszcza” w 1931

Strażnica KOP „Lidawka” – zasadnicza jednostka organizacyjna Korpusu Ochrony Pogranicza pełniąca służbę ochronną na granicy polsko-sowieckiej.

## Formowanie i zmiany organizacyjne
W 1924, w składzie 1 Brygady Ochrony Pogranicza, został sformowany 3 batalion graniczny. W 1928 w skład batalionu wchodziło 13 strażnic, w tym 104 strażnica KOP „Chutor Paszuki” . Potem przeniesiona do Lidawki. W 1934 w strukturze organizacyjnej 3 kompanii granicznej KOP „Sapożyn” funkcjonowała strażnica KOP „Lidawka”. Potem zniesiona. Z dniem 20 maja 1938 dowódca KOP zarządzeniem nr L.1411/tj.og.org/38 reaktywował w 3 kompanii granicznej „Sapożyn” strażnicę KOP „Lidawka” w pułku KOP „Zdołbunów”. Strażnica liczyła około 18 żołnierzy i rozmieszczona była przy linii granicznej z zadaniem bezpośredniej ochrony granicy państwowej.
W 1932 obsada strażnicy zakwaterowana była w budynku prywatnym. Strażnicę z macierzystą kompanią łączyła droga polna długości 7,1 km.

## Służba graniczna
Podstawową jednostką taktyczną Korpusu Ochrony Pogranicza przeznaczoną do pełnienia służby ochronnej był batalion graniczny. Odcinek batalionu dzielił się na pododcinki kompanii, a te z kolei na pododcinki strażnic, które były „zasadniczymi jednostkami pełniącymi służbę ochronną”, w sile półplutonu. Służba ochronna pełniona była systemem zmiennym, polegającym na stałym patrolowaniu strefy nadgranicznej, wystawianiu posterunków alarmowych, obserwacyjnych i kontrolnych stałych, patrolowaniu i organizowaniu zasadzek w miejscach rozpoznanych jako niebezpieczne, kontrolowaniu dokumentów i zatrzymywaniu osób podejrzanych, a także utrzymywaniu ścisłej łączności między oddziałami i władzami administracyjnymi.
Strażnica KOP „Lidawka” w 1932 ochraniała pododcinek granicy państwowej szerokości 7 kilometrów 440 metrów od słupa granicznego nr 1625 do 1633, a w 1938 pododcinek szerokości 7 kilometrów 388 metrów od słupa granicznego nr 1625 do 1633.
Sąsiednie strażnice:
- strażnica KOP „Chutor Kryłowskie” ⇔ strażnica KOP „Majków” – 1928[10], 1929[11], 1931[12] , 1932[8], 1934[13], 1938[4]